# Pia Dellson
Pia Dellson, född 28 augusti 1968 i Göteborg, är en svensk författare och läkare. Hon genomgick läkarutbildning vid Lunds universitet och debuterade som författare i början av sin läkarbana. Hennes produktion består av poetiska reflexioner kring dels sin yrkesvardag, dels personliga erfarenheter av sjukdom.  

## Författarskap
Pia Dellson studerade först humaniora innan hon valde läkarbanan. I kontakten med den kliniska vardagen som ung kvinnlig läkare skrev hon ner sina reflexioner i kort prosalyriskt format sammanfogade till boken Klinisk blick - reflexioner kring läkekonsten,1997. De kommande åren fylldes av kliniskt arbete, specialistutbildning inom psykiatri och onkologi, doktorandstudier och familjebildning.
2009 när yngste sonen var fem år drabbades världen av en influensapandemi och som många andra ansvarsfulla föräldrar lät Pia Dellson vaccinera sonen. När denne började utveckla symtom på narkolepsi, den svåra vaccinbiverkan som kom att drabba framför allt barn och ungdomar dröjde det länge innan föräldrarna förstod att det rörde sig om en etablerad sjukdom och inte övergående trötthet. Ett barn med en kronisk sjukdom och ett hektiskt arbetsliv tog ut sin tribut i ett akut utbrändhetstillstånd hos författaren. Under sjukskrivningstiden började hon åter använda sin reflektoriska blick och formuleringsförmåga och sammanfatta sina tankar kring sonens sjukdom och sitt eget tillstånd i små prosalyriska stycken. Det blev två nya böcker: Sovsjuk - en mammadoktor skriver om narkolepsi samt Väggen - en utbränd psykiaters noteringar
Pia Dellson har också varit medfattare till ett filmmanus, Var skall jag ligga sen.